# ريبيكا كيلغور
ريبيكا كيلغور (بالإنجليزية: Rebecca Kilgore)‏ هي مغنية وعازفة الجاز أمريكية، ولدت في 24 سبتمبر 1948 في والثام في الولايات المتحدة.

## وصلات خارجية
- ريبيكا كيلغور على موقع ميوزك برينز (الإنجليزية)
- ريبيكا كيلغور على موقع أول ميوزيك (الإنجليزية)
- ريبيكا كيلغور على موقع ديسكوغز (الإنجليزية)